# Jordi Tarrés Sánchez
Jordi Tarrés Sánchez (Rellinars, Barcelona, España, 10 de septiembre de 1966) es un expiloto español de trial, siete veces campeón del mundo al aire libre y uno de los pilotos que revolucionaron el mundo del trial.
Jordi Tarrés procedía de una familia de clase media y abandonó los estudios al terminar la enseñanza primaria para trabajar durante un año como peón de albañil. Jordi se aficionó al mundo del trial gracias a su hermano mayor, Francesc, que practicaba trial y que llegaría a participar en el Campeonato de España. Jordi comenzó en bicicleta, con la que llegaría a ser campeón de Europa de Trialsin. Después de este éxito, su hermano consiguió el patrocinio del comercio de motos de Antoni Trueba para que Jordi pudiera competir oficialmente. En 1983 disputó un par de pruebas júnior y en 1984 ya participó en el campeonato nacional absoluto y ganó una de las pruebas.
Poco después, un piloto del taller de Trueba, Pere Ollé, que hacía de piloto de pruebas de la marca italiana Beta, se lo llevó de aprendiz en el mundial. Tarrés debutó en 1985 en el Mundial de trial y al año siguiente ya consiguió su primera victoria de un Gran Premio y acabó cuarto en la clasificación general. Ese mismo año recibió una oferta de un grupo japonés para impartir clases de motociclismo en su país. Tarrés acudió a ese país en calidad de invitado, pero rechazó el contrato que se le ofrecía, que incluía el traslado a Japón de toda su familia.
Fue en 1987 cuando el nombre de Tarrés entró en la historia del trial, al conseguir su primer título mundial y convertirse en el primer español que alcanzaba la corona mundial en este deporte. A partir de ahí, Jordi dominó casi de forma absoluta el Mundial de trial mientras que daba a conocer el mundo del trial. En 1990 volvió a proclamarse campeón del mundo. Al término de la temporada Tarrés rompió su relación con el que todos consideran su «padre deportivo», el también catalán Pere Ollé, primer piloto de la firma italiana Beta y su descubridor. En 1991 conquistó, a los 25 años, su cuarto título mundial de trial. En 1992 perdió el título a manos del finlandés Tommy Ahvala. Los cuatro primeros títulos mundiales los ganó siendo piloto oficial de la marca italiana Beta. A finales de 1992 ficha por Gas-Gas y consigue los títulos mundiales de 1993, 1994 y 1995.
Tarrés se retiró de la práctica activa del trial al final de la temporada 1997, pasando a ejercer el cargo de director deportivo de Gas Gas, que mantendría hasta 2006. Actualmente ha creado su propio equipo, el Spea Trial Tarrés, concebido como espacio de aprendizaje y competición para tres jóvenes españoles, Francesc Moret, Pere Borrellas y su sobrino Pol Tarrés.

## Palmarés
- 1982: Campeón de Europa de trialsín.
- 1985: 
  - 3.º en el Campeonato de España de Trial
  - 11.º en el Campeonato del Mundo de Trial
- 1986: 
  - 4.º en el Campeonato del Mundo.
  - Campeón de España de Trial.
- 1987: 
  - Campeón del Mundo.
  - Campeón de España de Trial.
  - Ganador de los Seis Días de Escocia
- 1988: 
  - Subcampeón del Mundo.
  - Campeón de España de Trial.
- 1989: 
  - Campeón del Mundo.
  - Campeón del Mundo del Trial de las Naciones.
  - Campeón de España de Trial.
- 1990: 
  - Campeón del Mundo.
  - Subcampeón del Mundo Trial de las naciones.
  - Campeón de España de Trial.
- 1991: 
  - Campeón del Mundo.
  - Campeón del Mundo del Trial de las Naciones.
  - Campeón de España de Trial.
- 1992: 
  - Subcampeón del Mundo.
  - Campeón del Mundo del Trial de las Naciones.
  - Campeón de España de Trial.
- 1993: 
  - Campeón del Mundo.
  - Campeón del Mundo del Trial de las Naciones.
  - Campeón de España de Trial.
- 1994: 
  - Campeón del Mundo.
  - Campeón del Mundo de Trial por Naciones.
  - Campeón de España de Trial.
- 1995: 
  - Campeón del Mundo.
  - Campeón del Mundo de Trial por Naciones.
  - Subcampeón de España de Trial.
- 1996: 
  - 3.º en el Campeonato del Mundo.
  - Campeón del Mundo de Trial por Naciones.
  - Subcampeón de España de Trial.
- 1997: 
  - 5.º en el Campeonato del Mundo.
  - Campeón del Mundo de Trial por Naciones.
  - 3.º en el Campeonato de España de Trial.

## Premios, reconocimientos y distinciones
- Medalla de Oro de la Real Orden del Mérito Deportivo, otorgada por el Consejo Superior de Deportes (1994)[1]